# Ghindărești
Ghindărești es una comuna rumana del condado de Constanța.

## Geografía
La comuna está ubicada en la región de Dobruja septentrional.

## Historia
Hacia finales del siglo XIX existía una comuna de Ghizdărești  [sic], que ya por entonces pertenecía al condado de Constanța, y que estaba formada por las localidades de Ghizdărești  [sic] y Tichilesti. Tenía contabilizada una población de 1086 habitantes, de los cuales 715 eran lipovanos.
Hacia finales del siglo XX había una comuna llamada Horia que incluía la localidad de Ghindărești, junto con las de Horia (capital), Cloșca y Tichilești. En 1996 dicha comuna cambió su nombre por el de Ghindărești y la capital pasó a la localidad de Ghindărești.
En el censo de 2021 la comuna, que había pasado a estar formada exclusivamente por la localidad homónima de Ghindărești, tenía una población de 2557 habitantes.